# یواس‌اس گاتو (اس‌اس-۲۱۲)

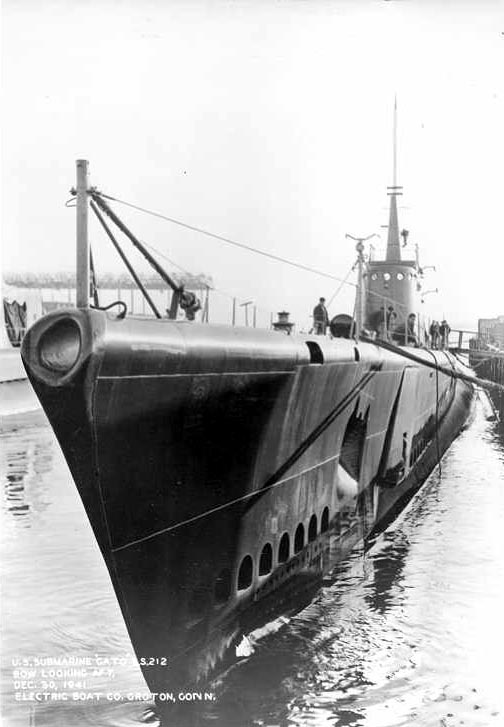

یواس‌اس گاتو (اس‌اس-۲۱۲) (به انگلیسی: USS Gato (SS-212)) یک زیردریایی بود که طول آن ۳۱۱ فوت ۹ اینچ (۹۵٫۰۲ متر) بود. این زیردریایی در سال ۱۹۴۱ ساخته شد.